# Metrorrey
Metrorrey, conocido oficialmente como Sistema de Transporte Colectivo Metrorrey y coloquialmente como Metro, es la red de ferrocarril metropolitano de la ciudad de Monterrey y su zona metropolitana en el estado de Nuevo León, México.
Su operación está a cargo de una empresa pública denominada Sistema de Transporte Colectivo Metrorrey. Esta fue constituida el 9 de noviembre de 1987 por el congreso del estado con el propósito de administrar el servicio. Forma parte de la administración pública descentralizada de Nuevo León.
La red cruza de oriente a poniente la ciudad de Monterrey, así como parte del municipio de Guadalupe. De norte a sur une actualmente al municipio de Escobedo (donde se sitúa la estación terminal Sendero) con la Macroplaza (donde se sitúa la estación Zaragoza) en el municipio de Monterrey. Así mismo, de norte a sur une al municipio de San Nicolás de los Garza (donde se sitúa la estación terminal Hospital Metropolitano) con la Macroplaza en el municipio de Monterrey.   
El crecimiento del sistema permaneció detenido por poco más de once años. Fue hasta mediados del año 2005 que se inició la construcción de la segunda etapa de la línea 2, así como la construcción de la línea 3, misma que fue retrasada más de 5 años hasta su inauguración el 27 de febrero de 2021.

## Historia
Las líneas 1 y 2 transportaron aproximadamente 88.3 millones de pasajeros en 2008 y un promedio cotidiano de 309,207 en el cuarto trimestre de 2008, siendo de los sistemas de metro ligero con más pasajeros en Norteamérica.
Los modelos de trenes que actualmente operan en el sistema son: Concarril MM-90X, primeros en operación; CAF MM-93, Bombardier MM-05, Siemens Duewag U3 (remanufacturados de procedencia alemana) y CRRC ZELC MM-20 y MM-24 (modelos nuevos chinos bajo pedido especial del gobierno de Nuevo León).

### Antecedentes
Es en 1985 cuando surge la inquietud en el gobierno de Nuevo León, entonces encabezado por Jorge Treviño Martínez, de encontrar una alternativa viable al tema del transporte urbano. Entre las posibles opciones, se encontraba indudablemente el aumentar el número de rutas de transporte urbano y ampliar la cobertura, aunque también surgió la idea de construir un sistema de metro. La idea pronto comenzó a tomar fuerza, hasta que se aprobó su realización. 

### Línea 1
En febrero de 1988 se avaló un presupuesto de 275 mil millones de pesos para la construcción de la línea 1, e inmediatamente se ordenaron 25 nuevos vagones a Concarril. Dos meses después, arrancó la obra con la perforación para la colocación de columnas, siendo el presidente de México, Miguel de la Madrid, quien dio el «banderazo» de arranque de las obras el 25 de abril de 1988. Prácticamente, la construcción de esta primera línea duró 3 años. El 25 de abril de 1991 arrancó su operación en un evento encabezado por el presidente Carlos Salinas de Gortari. Esta primera etapa del Metrorrey constaba de 17 estaciones, desde la estación San Bernabé hasta la estación Exposición. Durante sus primeros años se convirtió en una gran novedad y fue bien recibido por la población, convirtiéndose en una gran alternativa o complemento a las rutas urbanas.

#### Ampliación (2002)
A finales de la década de los 90 se pensó en ampliar esta línea hacia el poniente, tomando en cuenta el crecimiento poblacional que se estaba presentando hacia esa zona de la ciudad. Así, se propuso ampliar la línea con una estación más, denominada Estación Talleres, obra inaugurada el 11 de junio de 2002. Así mismo, se puso en operaciones la estación Lerdo de Tejada, localizada entre Exposición y Palacio Federal, la cual había quedado inconclusa.

### Línea 2
Ante los buenos resultados de la línea 1, durante el mandato de Sócrates Rizzo como gobernador de Nuevo León, se pensó en una segunda línea que conectara el norte con el sur. La construcción de la línea 2 dio inicio en febrero de 1993. Se realizó un trazo subterráneo de seis estaciones, abarcando desde la estación General Anaya hasta la estación General I. Zaragoza, en el corazón de Monterrey, Fue inaugurada el 30 de noviembre de 1994 por el entonces presidente de México Carlos Salinas de Gortari. 

#### Ampliación (2007-2008)
Después de su inauguración, se buscó ampliar la línea 2 para comunicar al municipio de San Nicolás de los Garza con Monterrey. Para ello, se proyectó la anexión de tres estaciones más: Regina, Niños Héroes y Universidad. Esta primera etapa de ampliación se consumó el 31 de octubre de 2007.
La segunda fase de ampliación de esta línea culminó el 1 de octubre de 2008, sumándose las estaciones Anáhuac, San Nicolás, Santiago Tapia y Sendero, con lo cual se conectó al municipio de General Escobedo con el sistema Metrorrey. Durante las ampliaciones, se suscitaron varios conflictos con vecinos y dueños de locales comerciales, quienes exigían que el Metro fuese subterráneo. Sin embargo, el gobierno de Nuevo León, a cargo de José Natividad González Parás, no cedió a las protestas.

#### Cierre de la línea (2022-2023)
El 5 de diciembre de 2022, alrededor de las 7:30 de la tarde, se realizó un paro súbito de labores y la evacuación total de la sección elevada de la Linea 2 (estaciones Niños Heroes a Sendero), a la que media hora después, la Secretaría de Movilidad de Nuevo León confirmó en una rueda de prensa de emergencia el cierre temporal de seis estaciones de la línea 2 del metro. Todo esto después de encontrar grietas en la mayoría de los capiteles en 160 de 168 columnas en una revisión exhaustiva, lo que sugeria una falla estructural grave inminente que requería de una intervención inmediata y urgente, a riesgo de un colapso del viaducto con algún tren en paso, con la posibilidad de causar un equivalente regiomontano al colapso de la linea 12 en Ciudad de México. Las estaciones afectadas fueron: Niños Héroes, Universidad, Anáhuac, San Nicolás, Santiago Tapia y Sendero, ubicadas en el municipio de San Nicolás de los Garza. No se proporcionó una fecha exacta para su reapertura.
El director del Sistema de Transporte Colectivo Metrorrey, Abraham Vargas, señaló que dichos puntos permanecerán cerrados por un período aproximado de entre dos y seis meses. Tras el reporte de la presunta negligencia en la construcción, realizado durante la conferencia de prensa emitida por las autoridades de movilidad, Vargas planteó la posibilidad de presentar una denuncia formal contra quien resulte responsable por las posibles fallas en la construcción. En la rueda de prensa se declaró que los daños fueron causados por la sobrecarga en los capiteles durante la construcción de la Linea 2, con el director Vargas diciendo "tenemos polvorones por capiteles".
A los pocos minutos de que terminara la rueda de prensa, y durante todo el lapso del cierre, el gobierno de Nuevo León puso en operación una ruta emergente de transferencia gratuita en el corredor de dichas estaciones con la leyenda MuevoLeón. El 4 de enero de 2023 se anunció que la reparación tomaría más tiempo del estimado un mes atrás debido a que se tendría que llevar a cabo el levantamiento de las trabes para reemplazar los capiteles existentes en el tramo elevado debido a importantes fallos estructurales que fueron encontrados durante diciembre de 2022.
El 13 de marzo de 2023 se reanudó servicio en el primer tramo rehabilitado (General Anaya - Niños Héroes), tras el reforzamiento de los capiteles y la colocación de las ménsulas de concreto en las columnas en el tramo elevado entre las estaciones Regina y Niños Héroes. Posteriormente, el 29 de marzo de 2023 se reanudaron las operaciones en la estación Universidad.
Originalmente, se puso en marcha el circuito de Ruta Emergente "General Anaya - Sendero" desde la noche del 5 de diciembre de 2022. Sin embargo, con el regreso a clases en el campus Ciudad Universitaria de la Universidad Autónoma de Nuevo León, desde el 23 de enero de 2023 entraron en operación dos circuitos más: "General Anaya - Universidad" (suprimido el 13 de marzo de 2023) y "Universidad - Sendero". Con la reapertura de la estación Niños Héroes, el 13 de marzo de 2023 se puso en marcha el circuito "Niños Héroes - Universidad" (suprimido el 29 de marzo de 2023). A partir del 1 de mayo de 2023, el circuito original "General Anaya - Sendero" dejó de circular, dejando solamente al circuito "Universidad - Sendero" en servicio. Esto debido a que en el tramo entre las estaciones General Anaya y Universidad habían finalizado las labores de mantenimiento.
El 8 de agosto de 2023 la ruta emergente "Universidad - Sendero" fue modificada para convertirse en ruta emergente "Niños Héroes - Sendero" debido a la saturación de la estación Universidad, además, el 9 de agosto se creó la ruta emergente "UANL - Sendero", la cual parte de Ciudad Universitaria cada 50 minutos iniciando a las 5:00 p. m. y finalizando a las 7:30 p. m. con cuatro salidas totales. Adicionalmente, se anunció el 8 de agosto que las obras entre Universidad y Sendero estaban previstas a finalizar en octubre (Anáhuac) y noviembre (San Nicolás, Tapia y Sendero). El 11 de octubre por la noche se reanudó el servicio en la estación Anáhuac, mientras que un mes después, el 11 de noviembre, se reanudó el servicio hasta la estación Sendero, finalizando este día el servicio emergente tras 11 meses y 6 días prestando servicio mientras las reparaciones necesarias en la línea eran realizadas.

### Línea 3
Fue a partir del 2008, después de terminar por completo la ampliación de la línea 2 hasta Sendero, que el entonces gobernador de Nuevo León, José Natividad González Parás comenzó a analizar opciones para una posible línea 3. Una opción que destacaba era una ruta entre los municipios de Apodaca y Santa Catarina. El proyecto continuó bajo análisis. Posteriormente, bajo la nueva administración comandada por Rodrigo Medina de la Cruz, destacó una opción innovadora, que se conocería como 'BETRO', en el que se sustituirían los trenes por autobuses, pero siempre contemplando un viaducto elevado. La ruta propuesta contemplaba la Avenida Félix U. Gómez, posteriormente la Avenida Rómulo Garza hasta la zona de La Fe para incorporarse a la Avenida Miguel Alemán, finalizando en el centro de Apodaca.
Finalmente en 2013, se anuncia que la ruta sería desde la estación General Zaragoza, partiendo en viaducto subterráneo bajo la calle Padre Mier hacia la Avenida Félix U. Gómez, y a partir de Santa Lucía tomaría un trayecto elevado con dirección hacia el norte por la Avenida Félix U. Gómez hasta el Hospital Metropolitano. La línea tendría 8 estaciones en 7.5 kilómetros de recorrido, además de tener 3 estaciones que enlazarían con las dos estaciones y la Ecovía, (que se inauguró en 2014). Con esto, se anunciaron 3 nuevas rutas TransMetro a partir del Hospital Metropolitano, por lo que en total serían 68 kilómetros de sistema, anunciando que serían inauguradas y entrarían en operaciones en agosto de 2015. La construcción inició el 1 de octubre del 2013 con una inversión de 5 mil 700 millones de pesos.
Después de varios años de retrasos, las vías férreas fueron terminadas en 2019. Tras cinco años y medio de retraso, y tras la culminación de las estaciones y arribo de vagones, finalmente el servicio se inauguró el 27 de febrero de 2021. Se realizó una inversión que terminó siendo valuada en 9 439 000 000 (nueve mil  cuatrocientos treinta y nueve millones) de dólares, esperando beneficiar a más de 260 000 (doscientas sesenta mil) personas al día.

### Líneas 4, 5 y 6
En abril de 2014, el presidente de México, Enrique Peña Nieto, dentro de su discurso en la 70.º asamblea de la Cámara de la Industria de Transformación de Nuevo León, anunció que se había asegurado la entrega de recursos a Nuevo León para la construcción de las líneas 3 y 4 del Metrorrey. Además de la posibilidad de una nueva línea, se analizaban también ampliaciones a las líneas 1 y 2. La primera opción consistía en ampliar el viaducto de la línea 1, desde la estación Exposición, en Guadalupe, hasta Juárez y Cadereyta, vía la carretera libre a Reynosa. La segunda opción era continuar los trabajos de la línea 3, que en ese tiempo se encontraba en construcción, desde el Hospital Metropolitano, en San Nicolás, hacia el municipio de Apodaca, utilizando el corredor de la avenida López Mateos. Una tercera opción contemplaba construir hacia la unidad Mederos de la Universidad Autónoma de Nuevo León, partiendo desde una terminal frente a la unidad médica de alta especialidad n.º 23 del IMSS en Félix U. Gómez, recorriendo la avenida Eugenio Garza Sada. Finalmente se analizó construir el viaducto hacia el poniente de la zona metropolitana, a fin de beneficiar a los habitantes de San Pedro Garza García, Santa Catarina y García, pero el trazo de dicha opción no fue revelado por la autoridad estatal.

#### Propuesta actual
A finales de 2021, el gobernador de Nuevo León Samuel García anunció la construcción de las líneas 4 y 5 del Metrorrey. Posteriormente informó, mediante un video en sus redes sociales, el lugar por donde pasarán las nuevas líneas del metro. El primer plan presentado contemplaba que la línea 4 fuera desde el centro del municipio de Santa Catarina hasta el centro de Monterrey teniendo una extensión original de 13.6 kilómetros. Sin embargo, en la publicación de la licitación se recorto a 7.5 kilómetros terminando en la colonia San Jerónimo en los límites de Monterrey y San Pedro Garza García, debido a que se actualizó el plan maestro y el tren suburbano de Monterrey será el que llegue hasta el centro del municipio de Santa Catarina.

#### Monorriel

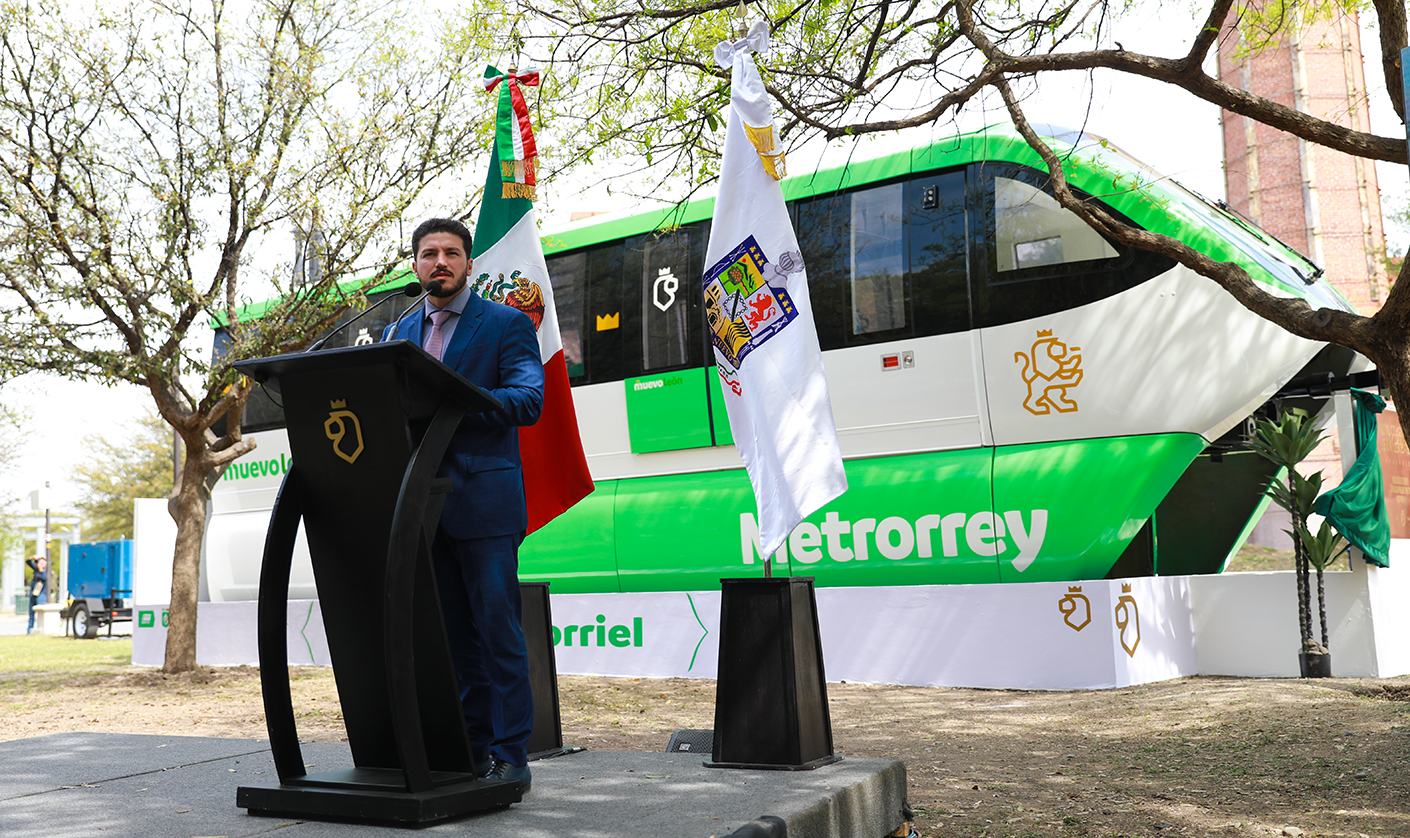
El gobernador Samuel García presentando los modelos de trenes de las líneas 4 y 6.

En agosto de 2022, el Secretario de Movilidad y Urbanismo de Nuevo León, Hernán Villarreal, anunció mediante una conferencia de prensa que se estaba considerando un sistema de monorriel elevado para las líneas 4, 5 y 6 del sistema Metrorrey. También mencionó que el proceso de contratación estaba abierto a todo tipo de opciones de transporte masivo, y que había 34 empresas interesadas en presentar una propuesta formal. Se esperaba que la construcción de las nuevas líneas pudiera comenzar el 31 de septiembre de 2022.

#### Protestas
A inicios de 2022, tras el anuncio del primer plan maestro de las nuevas líneas del Metrorrey, vecinos del sur de Monterrey se manifestaron en contra de la construcción de la línea 5 al considerar que un viaducto elevado irá en detrimento de todo ese sector, exigiendo que la línea debía hacerse subterránea. Argumentaron que se reducirían carriles en la Avenida Garza Sada, se cerrarían negocios con las obras y además, estéticamente «impactará negativamente» las propiedades y la plusvalía. Por ello, el 15 de febrero de 2022 protestaron frente al palacio de gobierno, donde entregaron un escrito dirigido al gobernador de Nuevo León para que les escuche, y en todo caso, se construya la línea 5 por vía subterránea. Tras esto, el gobierno de Nuevo León anunció que incluirían en el plan maestro la línea 6 que correría desde el centro del municipio de Monterrey hasta el centro del municipio de Apodaca, por si la construcción de la línea 5 no fuese posible. En marzo de 2022, el gobernador de Nuevo León, Samuel García, advirtió a los opositores de la línea 5 que la obra se construirá, afirmando que se construirían las tres líneas propuestas.
El 3 de febrero de 2023, un grupo de residentes de las colonias Linda Vista, Libertad y La Lolita en el municipio de Guadalupe realizaron una protesta en contra de la construcción elevada de las líneas 5 y 6 del Metrorrey. La manifestación se llevó a cabo en la Avenida Miguel Alemán a la altura de la calle Larga Vista y contó con la participación de aproximadamente 30 personas. Los participantes en la protesta expresaron que no fueron consultados sobre la construcción del metro y que han tenido dificultades para comunicarse con las autoridades. Las mantas de protesta reflejaban su oposición a la construcción elevada del metro, pero apoyaban la construcción subterránea debido a que no afectaría la circulación en la Avenida Miguel Alemán. Además, solicitaron al gobernador Samuel García una evaluación detallada de la construcción de la línea del metro sobre la Avenida Miguel Alemán, debido a preocupaciones por la presencia de mantos acuíferos en la avenida.
El 11 de febrero de 2023, una decena de personas se hicieron presentes para protestar contra los proyectos de movilidad promovidos por el gobernador de Nuevo León, Samuel García, afuera de un recinto en donde se encontraban autoridades del estado. La protesta se llevó a cabo durante un evento relacionado con el arranque de la construcción de la línea 6 del Metrorrey. Los manifestantes expresaron su descontento con los proyectos de construcción de las líneas 5 y 6 del metro, considerando que su formato elevado generaría obstrucciones a la vialidad. Sin embargo, estarían de acuerdo con la realización de la línea 6 en formato subterráneo.

##### Proceso de licitación
El 9 de septiembre de 2022 concluyeron las aperturas técnicas como parte del proceso de la licitación pública internacional. Dos consorcios se registraron en busca de ganar la adjudicación de la construcción de las líneas 4, 5 y 6. Uno de los consorcios estaba conformado por las empresas Mota-Engil México y China Communications Construction Company, mismas que tienen también la construcción de un tramo del Tren Maya. El otro consorcio está conformado por las empresas Ferrovías del Bajío, Hércules Construcciones de Monterrey, Constructora Moyeda, Manufacturas Metálicas Ajax, Tordec, Inversiones Ferroviarias de México, Consega Diseño y Construcciones, y Vivienda y Construcciones.
El 15 de septiembre de 2022 se presentaron las propuestas económicas por parte de ambos consorcios para, de acuerdo con el calendario de la licitación, el 23 de septiembre de 2022 otorgar el fallo definitivo al consorcio ganador. Durante la etapa de presentación de propuestas económicas para la construcción, la Secretaría de Movilidad y Planeación Urbana de Nuevo León desechó la propuesta del consorcio integrado por las empresas mexicanas Ferrovías del Bajío, Constructora Moyeda, Hércules Construcciones de Monterrey, Manufacturas Metálicas Ajax, Tordec, Inversiones Ferroviarias de México, Romsega Diseño y Construcciones, y Vivienda y Construcciones. Se explicó que en ninguno de los contratos citados el consorcio comprobó que haya operado un sistema de tracción-frenado de material rodante en algún tren ligero, ferrocarril metropolitano o monorriel funcionando en los últimos 15 años. De igual forma, se les hizo la observación de que el sistema de tracción frenado y el pilotaje automático no ha sido construido u operado por alguno de los integrantes de dicho consorcio.
El 23 de septiembre de 2022, se otorgó la licitación para la construcción de las líneas 4, 5 y 6 del Metro al consorcio conformado por la firma portuguesa Mota-Engil México y la china CRRC Hong Kong. En rueda de prensa, se informó que la empresa china será la proveedora del material rodante, mientras que la firma portuguesa se encargará de la construcción. El Secretario de Movilidad y Planeación Urbana, Hernán Villarreal, explicó que la licitación tiene dos opciones de costo y que ambas son rentables para la administración. En caso de que las 3 líneas sean elevadas, el monto ascenderá a 25 mil 861 millones de pesos más IVA. Si la línea 5 se construye a nivel, el costo bajaría a 25 mil 857 millones de pesos más IVA. El consorcio formado por Mota-Engil y CRRC firmaría el contrato el 26 de septiembre de 2023 a las 10:00, en las oficinas de la Dirección Jurídica de la Secretaría de Movilidad y Planeación Urbana, ubicadas en la Torre Administrativa. En cuanto a la posibilidad de construir parte del sistema de transporte a nivel de calle, durante la lectura de fallo de la licitación SMPU-LPI-001-2022 se especificó que ese tema será definido en noviembre de 2024.
El proceso de construcción tuvo inicio el 30 de septiembre de 2022 para las líneas 4 y 6 siendo de tipo monorriel. La línea 5 quedó pendiente mientras se realiza una consulta popular con fecha límite de noviembre de 2024 para determinar si será monorriel elevado o ferrocarril metropolitano a nivel de suelo.

#### Fases de construcción
| Fase    | Inicio de construcción | Inauguración            | Línea                                               | Tramo                                    | Longitud (km) | Estaciones |
| ------- | ---------------------- | ----------------------- | --------------------------------------------------- | ---------------------------------------- | ------------- | ---------- |
| Primera | 11 de febrero de 2023  | 28 de febrero de 2026   |                                                     | Y Griega ↔ Citadel                       | 9.0           | 7          |
| Segunda | 2024                   | 2026                    | Hospital de Ginecología ↔ Y GriegaCitadel ↔ Apodaca | 8.5                                      | 11            |            |
| Segunda | 8 de abril de 2023     | 30 de noviembre de 2026 |                                                     | Pablo G. Garza ↔ Hospital de Ginecología | 7.5           | 9          |
| Tercera | 2025                   | 2027                    |                                                     | Hospital de Ginecología ↔ La Estanzuela  | 11.0          | 13         |

##### Construcción de la línea 6
A principios de 2023 se anunció que el 11 de febrero de 2023 se iniciarían los trabajos de construcción de la línea 6. Estos consistieron en la realización del primer sondeo de verificación para la cimentación profunda. Ese día se llevó a cabo la ceremonia de inicio de la construcción. El gobernador de Nuevo León, Samuel García, encabezó el evento. Se espera que la construcción de la línea 6 brinde servicios a más de 120 mil usuarios y forme parte de los pilares del Plan Maestro de Movilidad, con el objetivo de mejorar la movilidad en la zona metropolitana de Monterrey. La ceremonia contó con la presencia del Secretario Técnico del Estado, Mario Ramón Silva Rodríguez, y del Secretario de Movilidad y Planeación Urbana, Hernán Manuel Villarreal Rodríguez, entre otros. El gobernador García aseguró que la construcción se realizará de manera eficiente, efectiva y rápida, sin causar impacto en la ciudadanía.
En el marco de la construcción de la línea 6, se han planificado tareas que incluyen el trazado, diseño de estaciones, material rodante, patio y talleres, así como adecuaciones viales en su ruta. La primera fase de la Línea 6 tendrá una longitud de 9 kilómetros, desde la estación Y Griega hasta Citadel, pasando por los municipios de Monterrey, Guadalupe, San Nicolás de los Garza y Apodaca.
El secretario de Movilidad y Planeación Urbana, Hernán Manuel Villarreal Rodríguez, informó que el proceso constructivo de la línea 6 comenzará con un tramo que incluirá la estación Citadel, donde se encontrarán los talleres y se almacenarán los vagones. El funcionario pidió paciencia a la población durante la obra, ya que, aunque se ha planificado evitar el cierre de vialidades y permitir el tránsito de transporte público urbano por sus rutas habituales, se requerirá reducir de uno a dos carriles centrales durante el periodo de perforación para la cimentación y de dos a tres carriles durante la etapa constructiva.

### Etapas de construcción
| Fecha                   | Línea                 | Tramo                                     | Gobernador                    | Presidente                  |
| ----------------------- | --------------------- | ----------------------------------------- | ----------------------------- | --------------------------- |
| 25 de abril de 1991     |                       | San Bernabé ↔ Exposición                  | Jorge Treviño Martínez        | Carlos Salinas de Gortari   |
| 30 de noviembre de 1994 |                       | General Zaragoza ↔ General Anaya          | Sócrates Rizzo                | Carlos Salinas de Gortari   |
| 11 de junio de 2002     |                       | Estación Talleres ↔ San Bernabé           | Fernando Canales Clariond     | Vicente Fox Quesada         |
| 31 de octubre de 2007   |                       | Universidad ↔ General Anaya               | José Natividad González Parás | Felipe Calderón Hinojosa    |
| 1 de octubre de 2008    | Sendero ↔ Universidad |                                           | José Natividad González Parás | Felipe Calderón Hinojosa    |
| 27 de febrero de 2021   |                       | Hospital Metropolitano ↔ General Zaragoza | Jaime Rodríguez Calderón      | Andrés Manuel López Obrador |

## Líneas

Mapa del Metrorrey hacia 2027, incluyendo las líneas actuales y la construcción de las nuevas líneas 4, 5 y 6).

El sistema Metrorrey se compone actualmente de 3 líneas con un total de 40 estaciones en servicio. De las 40 estaciones en servicio, 32 son de paso, 3 de correspondencia y 5 terminales. En cuanto a su diseño estructural, el metro cuenta en su mayor parte con tramos elevados, aunque también posee secciones subterráneas y superficiales. Hay 32 estaciones elevadas, 7 subterráneas y 1 superficial.
Por cuestiones de fácil identificación para sus usuarios, el sistema utiliza un esquema de colores para cada una de sus líneas. Así, la línea 1 es de color amarilla, la línea 2 es de color verde, y la línea 3 es de color naranja

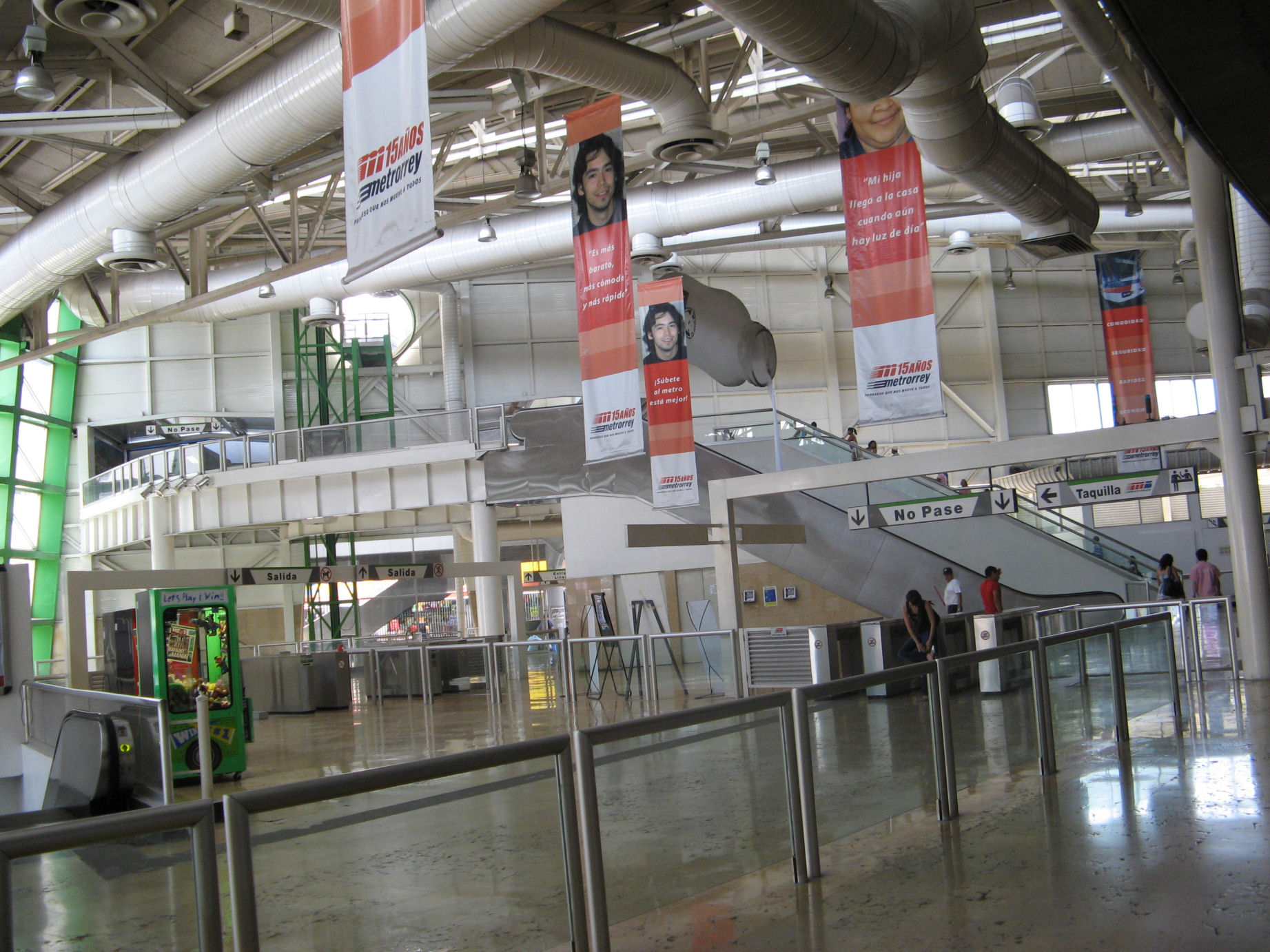
Estación Cuauhtémoc.

|  |

| Línea | Inauguración                      | Tramo inaugural                           | Tramo actual                              | Longitud en km |
| ----- | --------------------------------- | ----------------------------------------- | ----------------------------------------- | -------------- |
|       | 25 de abril de 1991 (34 años)     | San Bernabe ↔ Exposición                  | Talleres ↔ Exposición                     | 18.8           |
|       | 30 de noviembre de 1994 (30 años) | General Anaya ↔ General Zaragoza          | Sendero ↔ General Zaragoza                | 13.7           |
|       | 27 de febrero de 2021 (4 años)    | Hospital Metropolitano ↔ General Zaragoza | Hospital Metropolitano ↔ General Zaragoza | 7.5            |

### Línea 1

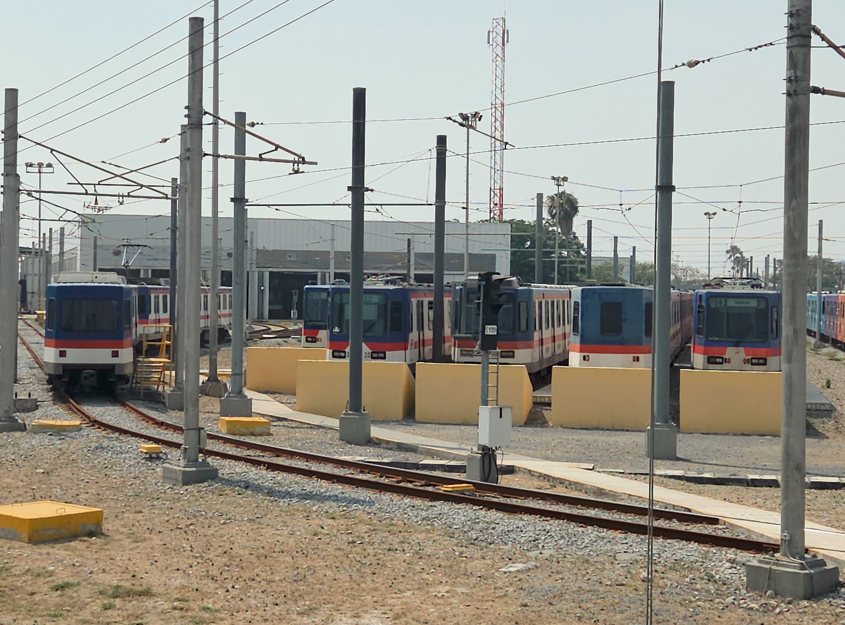
Patios de mantenimiento de la Estación Talleres.

La Línea 1 (de color amarillo) comenzó su operación comercial el 25 de abril de 1991, inicialmente su recorrido se extendía desde la estación Exposición, ubicada en la zona centro del municipio de Guadalupe, hasta la estación San Bernabé, ubicada en el valle cercado por la Loma Linda y el Cerro del Topo Chico, en la populosa zona de la exhacienda San Bernabé. Sin embargo, años más tarde se inauguró una estación más en el centro del municipio de Guadalupe, Lerdo de Tejada, además prolongó un tramo al sistema, reubicando dicha terminal a un costado de los talleres del colectivo; con esto se completó el trazo actual de la línea, dando un total de 18.5 km de longitud con 19 estaciones. Tiene correspondencia con la línea 2 en la estación Cuauhtémoc y con la línea 3 en la estación Félix U. Gómez.
Con una orientación predominantemente poniente-oriente, esta línea transita a través de la zona Metropolitana de Monterrey, desde la estación Talleres ubicada en una de las zonas más habitadas al Norponiente de la capital regia, hasta la terminal Exposición ubicada prácticamente en el centro de Ciudad Guadalupe. La estación Talleres fue puesta en servicio durante el sexenio del Gobernador Fernando Canales Clariond. Hay que destacar que hasta el momento es la única estación superficial en el sistema. 
Originalmente, la flota de la línea era enteramente con los vehículos construidos por la empresa mexicana Constructora Nacional de Carros de Ferrocarril en 1990 y los construidos por la canadiense Bombardier en 1991, años más tarde llegaron nuevos vehículos, nuevamente construidos por la canadiense Bombardier en 2005. En la actualidad es posible encontrar cualquier modelo de tren en la línea, siendo la única línea que utiliza todos los modelos a la vez, utilizando ocasionalmente desde 2021 también los vehículos construidos por la empresa china CRRC en 2020, así como los remanufacturados por Talbot en 2019. Durante la hora pico matutina de los días laborales el servicio se realiza con 17 trenes de tres vehículos, la hora valle con 11 trenes, la hora pico vespertina con 16 y el horario nocturno (hasta el cierre) con 6 trenes. Los sábados se tienen en circulación 14 trenes de tres vehículos, mientras que los domingos y días festivos únicamente 10.
Calles por donde circula:
- Monterrey: Av. Aztlán de Poniente a Oriente, Av. Rodrigo Gómez de Norte a Sur, Continúa al Sur por la Av. Simón Bolívar hasta la Av. Moisés Sáenz, donde va al Oriente, Av. Colón de Poniente a Oriente hasta la «Y Griega».
- Guadalupe: Av. Benito Juárez de Poniente a Oriente hasta llegar a la Exposición Ganadera.

### Línea 2

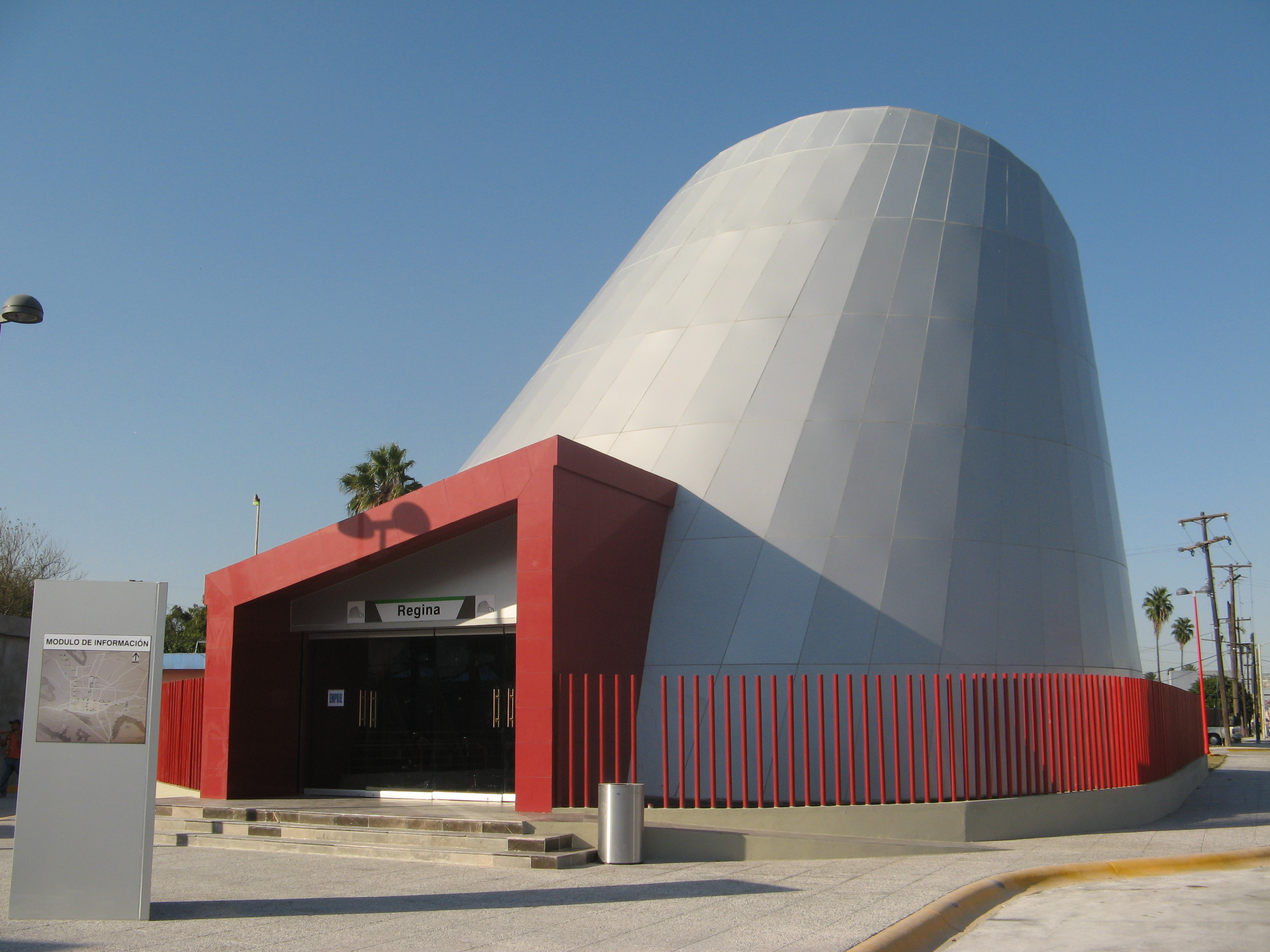
Estación Regina.

La Línea 2 (de color verde) comenzó operaciones el 30 de noviembre de 1994, inicialmente contaba únicamente con 7 estaciones; posteriormente y gracias a una segunda etapa de ampliación, el trazo se prolongó a 13 estaciones, recorriendo aproximadamente 13.75 km; esta línea parte desde la estación Zaragoza, recorriendo centro de la ciudad de Monterrey de manera subterránea e iniciando su recorrido en la Macroplaza, llegando hasta la estación Sendero ubicada en los límites de los municipios de Escobedo y San Nicolás de los Garza NL. Esta línea tiene su punto de transferencia con la línea 1 en la estación de correspondencia Cuauhtémoc y con la línea 3 en la estación Zaragoza, sin embargo, la circulación de los trenes no finaliza en la estación Zaragoza desde el 27 de febrero de 2021, pues comparte viaducto con la línea 3, por lo cual los trenes realizan el recorrido entero desde la estación Sendero hasta la estación Hospital Metropolitano, por lo cual vuelve a tener correspondencia con la línea 1 en la estación de Félix U. Gómez.
En agosto de 2005 iniciaron los trabajos de extensión de la línea 2 en su extremo norte, la cual ampliaría la red de servicio a los municipios de San Nicolás y Escobedo culminando el trayecto en la nueva terminal denominada Sendero. Esta ampliación incrementó considerablemente el aforo del sistema, pues se incorporaron a él varias líneas de TransMetro mejorando la vialidad y el transporte público en esa zona de la Ciudad, actualmente las estaciones Sendero, San Nicolás y Universidad cuentan con enlace a este servicio.
El incremento de la línea sumó un total de 8.5 kilómetros, de los cuales 1.5 kilómetros se encuentran subterráneos y el resto elevado. La expansión incluyó 7 nuevas estaciones que fueron abiertas al público en dos fechas diferentes. El 31 de octubre de 2007, las estaciones Regina, Niños Héroes y Universidad entraron en operación, mientras que el 1 de octubre de 2008, las estaciones Anáhuac, San Nicolás, Santiago Tapia y Sendero también comenzaron a funcionar. En la actualidad la línea cuenta con servicio hasta la estación Universidad, debido a que se encuentra en labores de mantenimiento en su tramo elevado debido a diversos fallos estructurales encontrados en el viaducto. El tramo entre las estaciones Universidad y Sendero debe realizar abordando los autobuses de apoyo emergente.
Originalmente, la flota de la línea estaba compuesta por trenes construidos por la española Construcciones y Auxiliar de Ferrocarriles (CAF) en 1993, sin embargo, tras su ampliación comenzaron a circular los Concarril (1990) y Bombardier (1991 y 2005). En la actualidad, casi el 100% de su flota está compuesta por los recientes trenes construidos por la empresa china CRRC en 2020 los cuales comenzaron a circular en marzo de 2021, en algunas ocasiones puede aún encontrarse algún vehículo de modelo anterior prestando servicio en la línea. El servicio se realiza todos los días y en todos los horarios con 8 trenes de tres vehículos.
Calles por donde circula:
- San Nicolás de los Garza: Av. Universidad de Norte a Sur, desde los límites del municipio de Escobedo en la Av. Sendero hasta Av. Fidel Velázquez.
- Monterrey: Av. Alfonso Reyes de Norte a Sur desde la Ciudad Universitaria hasta Av. Colón, Av. Cuauhtémoc de Norte a Sur desde Av. Colón hasta Av. Padre Mier y Av. Padre Mier de Poniente a Oriente hasta la Av. Ignacio Zaragoza en los límites con la Macroplaza.

### Línea 3

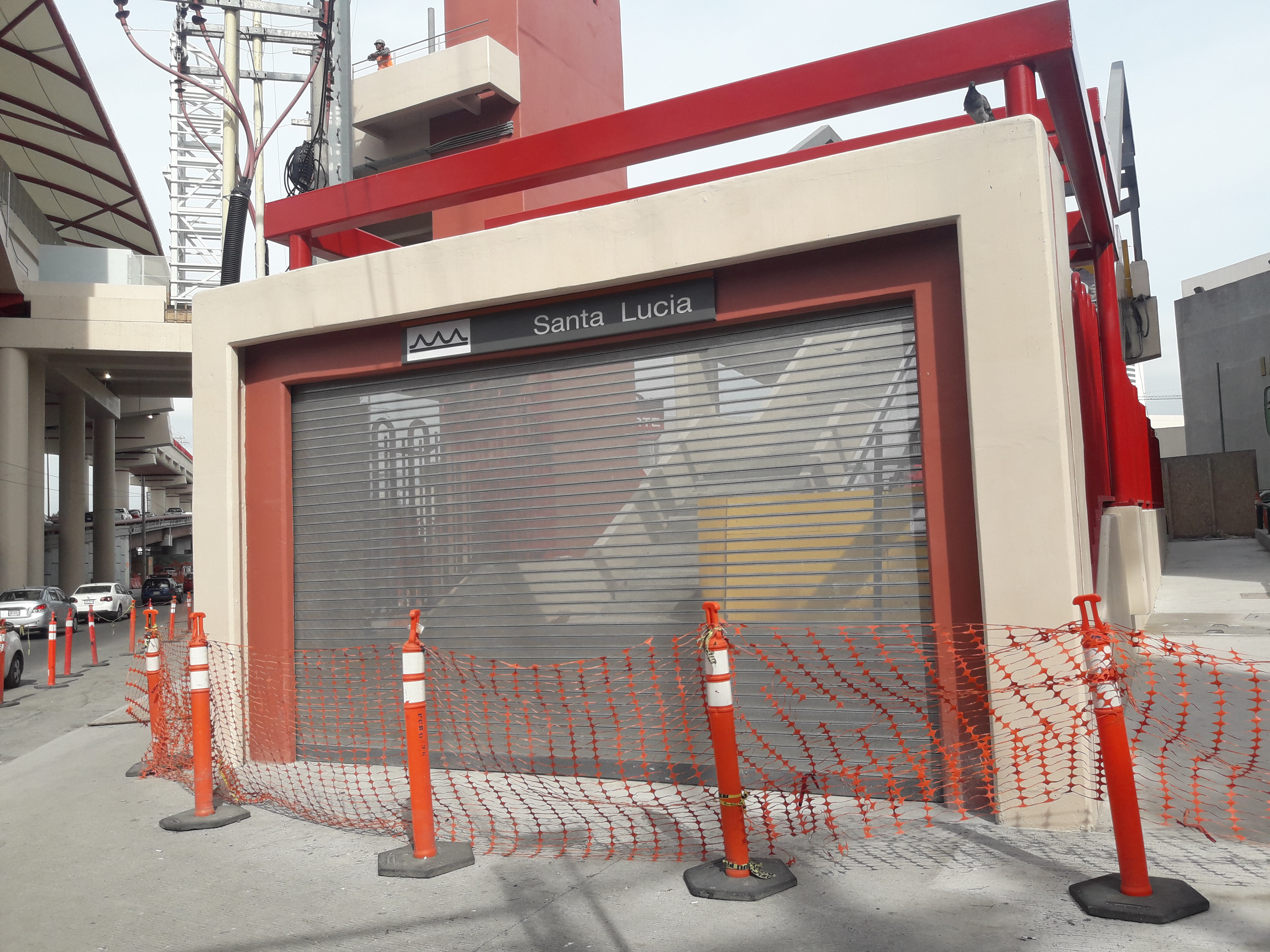
Entrada Oriente a la Estación Santa Lucía, a un lado de la Clínica 33 del IMSS.

La Línea 3 (de color naranja) es la tercera línea del Sistema de Transporte Colectivo Metrorrey, comenzó a brindar servicio el 27 de febrero de 2021 y comunica la zona del Hospital Metropolitano y Nogalar con el Barrio Antiguo. Tiene correspondencia con la línea 1 en la estación de Félix U. Gómez y con la línea 2 en la estación Zaragoza, sin embargo, al realizarse completo el recorrido desde la estación Hospital Metropolitano hasta la estación Sendero, la línea vuelve a tener correspondencia con la línea 1 en la estación Cuauhtémoc.
El 6 de diciembre de 2012 fue anunciada la tercera línea del sistema Metrorrey. Toda la línea se ubica en el municipio de Monterrey, salvo la estación terminal Hospital Metropolitano la cual se ubica en el municipio de San Nicolás. Tiene una longitud de 7,5 km y fue planeada para inaugurarse en agosto de 2015, sin embargo esto no sucedió. Tras años de atraso, la línea fue inaugurada el 27 de febrero de 2021 y cuenta con 5 líneas de TransMetro en la estación Hospital Metropolitano. Esta fue la primera línea en emplear el nuevo sistema de cobro, el cual consiste en únicamente permitir el pago de la tarifa con las tarjeta prepago MIA y Me Muevo'.
Comparte su flota con la línea 2, por lo cual casi el 100% de su flota está compuesta por los trenes CRRC construidos en 2020, en algunas ocasiones puede aún encontrarse algún vehículo de modelo anterior prestando servicio en la línea, dichos vehículos fueron la flota inicial de la línea tras su inauguración pues los nuevos vehículos finalizaron sus pruebas hasta el 25 de marzo de 2021, día que comenzaron a brindar servicio. El servicio se realiza todos los días y en todos los horarios con 8 trenes de tres vehículos.
Calles por donde circula:
- San Nicolás de los Garza: Av. Universidad de Norte a Sur, desde los límites del municipio de Escobedo en la Av. Sendero hasta Av. Fidel Velázquez.
- Monterrey: Av. Padre Mier de Poniente a Oriente desde la Macroplaza hasta la Av Constitución, Av. Félix U. Gómez desde la Clínica 33 del IMSS hasta la planta Bimbo Norte, ubicada en el cruce con la Av. Los Ángeles.
- San Nicolás de los Garza: Av. López Mateos de sur a norte, desde la Av. Los Ángeles hasta el Hospital Metropolitano.

## Red

### Afluencia de pasajeros
En 2022, el Sistema de Transporte Colectivo Metrorrey transportó a un total de 143,287,700 personas, por ello, los ingresos por pasaje de ese año ascendieron a 451.3 millones de pesos. En total, los trenes recorrieron 11.6 millones de kilómetros.
Desde el 2006, Metrorrey cuenta con un convenio con la empresa BENLESA (Bioenergía Nuevo León), la cual provee de energía producida mediante biogás (gas metano) al STC. Esto supone una disminución de 68 m³/s de metano liberado a la atmósfera, y en 2013 el 90% de la electricidad consumida por el metro provino de este tipo de energía limpia.
| Año  | Pasajeros transportados | Ingreso       | Distancia recorrida (km) | Consumo de energía eléctrica (kWh) |
| ---- | ----------------------- | ------------- | ------------------------ | ---------------------------------- |
| 1995 | 36,934,000              | $ 43,680,000  | 3,065,000                | 27,483,000                         |
| 1996 | 31,372,000              | $ 52,736,000  | 3,035,000                | 28,442,000                         |
| 1997 | 34,606,000              | $ 58,273,000  | 2,872,000                | 25,536,000                         |
| 1998 | 32,935,000              | $ 63,187,000  | 2,649,000                | 25,073,000                         |
| 1999 | 36,077,000              | $ 78,337,000  | 2,640,000                | 25,677,000                         |
| 2000 | 40,047,000              | $ 100,881,000 | 2,750,000                | 26,578,000                         |
| 2001 | 45,456,000              | $ 111,726,000 | 2,615,000                | 26,688,000                         |
| 2002 | 47,764,000              | $ 121,596,000 | 2,991,000                | 28,177,000                         |
| 2003 | 51,678,000              | $ 148,014,000 | 6,985,000                | 30,956,000                         |
| 2004 | 52,420,000              | $ 150,801,000 | 6,435,000                | 28,172,000                         |
| 2005 | 57,287,000              | $ 175,113,000 | 6,527,000                | 28,610,000                         |
| 2006 | 60,275,000              | $ 186,694,000 | 6,506,000                | 28,488,000                         |
| 2007 | 66,019,000              | $ 202,226,000 | 6,848,000                | 30,223,000                         |
| 2008 | 88,348,000              | $ 246,224,000 | 8,232,000                | 35,019,000                         |
| 2009 | 136,620,000             | $ 298,742,000 | 10,136,000               | 42,331,000                         |
| 2010 | 146,892,000             | $ 357,973,000 | 10,703,000               | 44,254,000                         |
| 2011 | 152,996,000             | $ 381,212,000 | 10,652,000               | 44,660,000                         |
| 2012 | 156,939,000             | $ 376,073,000 | 10,207,000               | 42,369,000                         |
| 2013 | 168,272,000             | $ 381,084,000 | 9,894,000                | 41,139,000                         |
| 2014 | 175,108,000             | $ 411,259,000 | 9,807,000                | 41,956,000                         |
| 2015 | 183,432,000             | $ 414,710,000 | 9,928,000                | 42,025,000                         |
| 2016 | 180,446,000             | $ 445,469,000 | 10,269,000               | 42,463,000                         |
| 2017 | 179,365,000             | $ 441,390,000 | 9,886,000                | 39,037,000                         |
| 2018 | 180,818,300             | $ 441,572,600 | 9,846,958                | 38,144,450                         |
| 2019 | 186,795,200             | $ 464,506,000 | 9,838,031                | 38,700,150                         |
| 2020 | 109,875,100             | $ 275,551,400 | 8,970,157                | 36,404,740                         |
| 2021 | 109,695,200             | $ 307,309,800 | 10,677,613               | 39,168,510                         |
| 2022 | 143,287,700             | $ 451,307,250 | 11,607,636               | 44,289,240                         |

### Tarifas y sistemas de pago
Existen diferentes formas de efectuar el pago del pasaje para abordar el sistema, la principal forma es mediante las tarjetas recargables MIA y Me Muevo, las cuales pueden ser recargadas en cualquier estación del sistema. En caso de no contar con la tarjeta recargable también puede efectuarse el pago mediante la generación de un código QR en las aplicaciones Urbani y E-UANL, siendo esta última exclusiva para alumnos activos de la UANL.

Máquina de recargas para las tarjetas MIA y Me Muevo, puede encontrarse en todas las estaciones del sistema.

La tarjeta MIA fue lanzada en octubre de 2007, puede ser adquirida por $20.00 en las estaciones de Metrorrey y se puede recargar en incrementos que van desde $1.00 hasta $300.00, teniendo como límite de saldo un máximo de $500. En marzo de 2023 se comienza a ofertar la tarjeta Me Muevo, la cual posee las mismas características que la tarjeta MIA. Con el fin de realizar un transición a pago digital, en abril de 2023se inicia la compatibilidad de pagos con la aplicación Urbani, puesta en servicio en julio de 2021, una aplicación recargable con la cual se puede realizar el pago del pasaje mediante la generación de códigos QR, posteriormente y con el fin de brindar una tarifa preferencial a los estudiantes de la Universidad Autónoma de Nuevo León, en septiembre de 2023 se lanza la función Transporte UANL mediante la aplicación E-UANL, la cual es una extensión de Urbani enfocada a los estudiantes de dicha institución. En diciembre de 2023 fue habilitado el pago mediante la tarjeta de débito contactless Spin by Oxxo como fase de prueba, mismo que fue deshabilitado el 8 de septiembre de 2024.
El sistema se encuentra en un aumento paulatino a la tarifa, esto tras anunciarse el 18 de mayo de 2022 que el costo del pasaje tendría un aumento mensual de 10 centavos hasta detenerse al llegar a los $15.00, dicho aumento comenzó el 1 de junio de 2022, con un aumento inicial a $5.50, y que finalizó el 1 de mayo de 2030.
Las tarifas vigentes en el mes de julio de 2025 son las siguientes:
Tarifas ordinarias
- Metro: $9.20
- TransMetro: $15.00
  - De transferir entre sistemas (de Transmetro a Metro o viceversa), se realiza un cobro extra de $7.50.

Tarifas preferenciales
- Preferencial UANL Metro: $7.50[n 2]
- Preferencial UANL TransMetro: $9.50[n 3]

### Conexión con otros sistemas de transporte público

#### Metrobús
En 1998 se creó el sistema Metrobús, una red de autobuses alimentadores y difusores del sistema Metrorrey que cobraba una tarifa integrada de $12.00 en efectivo, con rutas que utilizaban la nomenclatura de las Rutas 4xx (400 - 499, aunque no todas las rutas de dicha nomenclatura eran enlaces al Metro, como la Ruta 400 que es un renombre de la Ruta 120, y la ruta 150, que bajo la nomenclatura 0xx-199, es una ruta multi-municipal)
Dicho sistema utilizaba una tarifa de $12.00 si se utilizaba primero el camión urbano, utilizando un boleto especial de color rojo con un código de barras incluido que se ingresaba en un modelo especial de torniquetes al entrar al metro. En el caso inverso, de metro a metrobús, se cobraba una tarifa de $8.00 en las entonces taquillas de boleto magnético, el cual otorgaba una ficha especial, que permitía obtener un boleto verde, el cual daba acceso a la unidad de metrobús.
Dichas unidades eran distinguibles por su librea de color rojo con un logo especial conformado por las letras MB a la izquierda de la puerta frontal, en la parte trasera de la unidad, y a la derecha de la ventana del conductor.
Este sistema desapareció por completo el 29 de agosto de 2024 con la desvinculación de la Ruta 405 del sistema Metrobús, la última que quedaba tras la súbita desaparición de las rutas 419 y 403 a mediados de octubre de 2023, y la desvinculación de la ruta 150 al servicio, siendo reemplazado por múltiples rutas de nueva creación del sistema TransMetro, así como por la extensión de la tarifa integrada a los sistemas de rutas Muevo León y Ecovía.

#### TransMetro
El servicio de transporte alimentador a Metrorrey lleva por nombre TransMetro. Fue implementado en el año 2002 con la inauguración de la estación Talleres, con el fin de extender el alcance del metro. Este sistema emplea la tarifa integrada (Ordinario: $15.00 / Preferencial E-UANL: $9.50), el pago de tarifa se realiza mediante las tarjetas de prepago MIA y Me Muevo, así como mediante las aplicaciones Urbani y E-UANL, y que también incluyó la tarjeta de débito Spin by Oxxo hasta el 8 de septiembre de 2024.
TransMetro cuenta con los siguientes recorridos:
| - Talleres - Cabezada - La Alianza. - Talleres - No Reelección. - Talleres - Julio A. Roca. - Mitras - Valle de San Francisco. - Cuauhtémoc - San Agustín - Gómez Morín. - Félix U. Gómez - Monte Cristal. - Y Griega - Torre Cívica - Y Griega - Evolución. - Exposición - Av. México. - Exposición - Juárez - Valle del Roble. - Exposición - Col. Zaragoza - 21 de Enero. - García - Monterrey- Guadalupe | - Sendero - Monterreal. - Sendero - San Nicolás - Apodaca. - Sendero - Fomerrey 9. - Sendero - Casco - Pedregal. - Sendero - Metroplex. - Sendero - Fernando Amilpa - Los Amarantos. - Sendero - Miravista. - Sendero - Buenavista. - San Nicolás - Jaral. - Universidad - Las Puentes. - Universidad - Santo Domingo. - Universidad - Preparatoria Emiliano Zapata - Cumbres. - Universidad - Nogalar - Hospital Metropolitano - Universidad - Asarco - Nuevo Sur - Mederos. | - Santa Lucía - Garza Sada - Carretera Nacional. - Hospital Metropolitano - Diego Díaz. - Hospital Metropolitano - Casa Blanca. - Hospital Metropolitano - López Mateos. - Hospital Metropolitano - Anillo Eléctrico. - Hospital Metropolitano - Rómulo Garza - Pueblo Nuevo. - Hospital Metropolitano - Fomerrey 11. |

#### Metro Enlace
Debido a la necesidad de conectividad de los usuarios foráneos, se creó el servicio MetroEnlace, beneficiando a los usuarios de Cadereyta y García. Las siguientes rutas prestan servicio actualmente:
- InterEnlace: Central de Autobuses - Cadereyta.

#### Ecovía (hoy TransMetro Garcia-Monterrey-Guadalupe)
El sistema también tiene conexión integrada con el sistema de autobús de tránsito rápido Ecovía en sus tres líneas. La línea 1 tiene conexión dentro de un mismo edificio en la estación Mitras, por lo cual es posible trasbordar entre ambos sistemas sin costo y la línea 3 tiene conexión por proximidad con la estación Ruiz Cortínez, en este caso debe pagarse por el trasbordo debido a que no se cuenta con conexión en el mismo edificio. La línea 2 contó conexión en la estación de Regina, pero fue deshabilitada en 2020.
Esta línea fue renombrada como TransMetro Ruíz Cortinez-Linclon el 26 de agosto de 2024, tras el cambio de administración interno, pasando a ser administrada por Metrorrey.

## Parque vehicular
El sistema Metrorrey cuenta con 141 vehículos articulados, prestando servicio con trenes formados por 3 vehículos cada uno, con la posibilidad de formar trenes de hasta 4 vehículos (4 vehículos es el máximo que cabe en las estaciones de Metrorrey, aunque debido a las limitaciones que actualmente presenta la estación Talleres, se le debe limitar a convoyes de 3 carros). Los modelos de las Líneas 1, 2 y 3 pueden ser enganchados e interconectados entre sí, para crear convoyes de modelos mixtos, y poseen sistemas que los compatibilizan con la infraestructura del sistema así como los demás trenes en circulación.
Los modelos no fabricados por Concarril o Bombardier cuentan con sistema de aire acondicionado.
Los modelos son los siguientes:
- Concarril/Bombardier MM-90x: Es el primer modelo del sistema, fabricados entre 1988 y 1989, y entregados al sistema en 1990 junto a su estreno.
  - Este modelo posee 2 variantes, la MM-90A, y la MM-90B, y aunque poseen diferencias, son mayormente estéticas.
    - Las versiones A corresponden al modelo fabricado por Concarril.
    - Las versiones B fueron fabricadas por Bombardier, luego de que compraran a Concarril.

  - Este tren estrenó la característica librea del sistema, siendo una base blanca, con una franja roja que se extiende por todo el vagón en el punto medio entre el piso del vagón y sus ventanas. Además de una franja azul que inicia en toda la ventana frontal del tren, y que se alarga en todo el techo del tren, junto a otra franja roja justo debajo.
  - Este tren podría considerarse que es un modelo hermano a los TLG-88 y TEG-90 de SITEUR de Guadalajara, así como a los TE-90 y TE-95 del Tren ligero de CDMX.
- CAF MM-93: Este modelo fue originalmente diseñado para la línea 2 del sistema, y fue entregado por CAF en 1993.
  - Es considerado el modelo de tren más popular del sistema, por su característico jingle previo al anuncio de estaciones (el cual hoy día solo se puede encontrar en una única unidad), así como por sus líneas más elegantes y modernizadas, principalmente las parrillas que cubren el sistema de iluminación interior, así como su ancha ventana trasera.
  - Es fácilmente reconocible debido a su sonido de motores, así como por los grandes sistemas de aire acondicionado blancos que se ubican sobre el techo del vagón.
  - Incluyen un letrero de destino LED que originalmente era rojo. Entre 2015 y 2019 fueron cambiados a letreros led de color ámbar.
  - Fue el primer tren que incorporó aire acondicionado a bordo.
- Bombardier MM-05: Este tipo de tren inició operaciones en 2005, como modelo de la ampliación de la línea 2, y es principalmente un MM-90 modernizado.
  - El chasis del MM-90 y el MM-05 es idéntico. 
    - Sus diferencias radican en:
      - Uun sistema de pilotaje modernizado.
      - Iluminación distinta, de un tono más cálido.
      - Un sistema de aire acondicionado para el conductor (instalado debajo de la cabina).
      - Un letrero led de destino frontal similar a los MM-93, pero en ámbar.
      - Tableros LED encima de cada puerta de acceso del vagón, el cual muestran el número de tren y su destino.
- CRRC MM-20: Durante el final de 2020 fue entregado este modelo, originalmente intencionado para la línea 3, pero que rápidamente fue transferido a la línea 1.
  - Este modelo es considerado una re-interpretación del MM-90 que era la base del sistema de Metrorrey, con un sistema bastante modernizado comparado a los modelos más veteranos.
    - Aunque comparten el sistema de pilotaje del MM-90, MM-93 y MM-05, este modelo añade nuevas características, que incluyen:
      - Letreros LED en el interior del tren (a la altura de la articulación así como en la ventana trasera).
      - Un sistema de cámaras de seguridad de circuito cerrado controlable desde la cabina del conductor.
      - Una apertura de puertas con retraso anunciado por una serie de 3 luces y 3 pitidos antes de la apertura de puertas.
        - Este sistema es distinto a los modelos previos, que abrían o cerraban puertas en el momento que el operador presionara el botón de apertura, el cual puede ser accionado incluso antes de que el tren termine su detención total.

  - Este tren fue diseñado desde cero bajo encargo especial a Metrorrey, por lo que, hasta antes de su uso en SITEUR y TLCDMX, era un modelo único.
  - El tren además es muy distinto en sus proporciones, siendo bastante redondo y aerodinámico comparado a sus modelos previos, y su librea cambia de forma considerable, por una cromática más blanca, aunque el diseño también es una reinterpretación del diseño original, con los colores azul y rojo invertidos en su posición, y que sigue las líneas de diseño del tren.
  - Originalmente el modelo iba a ser el CAF "MM-14" que había sido licitado en 2014, pero cuyo contrato jamás se concretó. Se sabe de la intención para adquirir 22 vagones, pero debido a que dicho contrato jamás fue firmado ni pagado, la Línea 3 se quedó sin vagones incluso cuando fue terminada de construir en 2019.
  - Al igual que el MM-90x, este modelo posee modelos hermanos en SITEUR y el TLCDMX, los modelos TE-23 y TEG-23.
- Duewag-Talbot MM-U3: El 27 de noviembre de 2018 fue anunciada la compra de 24 vagones Duewag U3 del Metro de Fráncfort para su remanufactura por parte de Talbot. Estos fueron entregados entre noviembre de 2020 y septiembre de 2021, y su intención fue la de reducir el sobrecupo registrado en la línea 1 debido a su mayor capacidad (1,000 personas en su configuración de 4 vagones que sí cabe en talleres).
  - Este tren es categóricamente distinto a los demás, ya que no fue fabricado con base a la fórmula clásica (90-93-05) ni a la fórmula moderna (20-24) de los vagones ferroviarios Metrorrey, en cambio es la refabricación y modernización de un modelo ya existente en otro sistema. Es de un chasis más cuadrado, más corto en dimensiones (aunque unos 20 cm más ancho), y posee puertas plegables, en lugar de las clásicas puertas corredizas encontradas en los demás modelos del sistema.
    - Dichas puertas plegables fueron rápidamente dañadas por los usuarios del sistema, debido a un mal hábito de forzar la apertura de puertas en horas pico.

  - Hoy en día, estos trenes sirven mayoritariamente en horas valle.
  - Fueron los primeros modelos en incorporar Wi-Fi a bordo, que poco tiempo después fue incorporado a los demás modelos del sistema.
  - La cromática original vuelve, pero en ciertas unidades el logo de Metrorrey es otro, el cual se usó en la segunda mitad de 2021 y parte de 2022.
    - Dicho logo, fue un intento de imitar al logo del Metro subterráneo de Londres, el cual tuvo una recepción pésima ante el público general debido a una supuesta perdida de identidad, por lo que fue revertido al logo clásico tras poco menos de un año de uso.

  - Este modelo curiosamente fue encargado antes del MM-20, pero debido a demoras en los pagos y la manufactura, así como un retraso masivo en la entrega debido a la pandemia de COVID-19, la fecha de entrega se alargó poco más de un año, por lo que es considerado un modelo sucesor del MM-20, en vez de ser el modelo previo.
  - Gracias a su corto tamaño comparado a los demás modelos, es el único modelo de tren que de momento puede usar convoyes de 4 vagones, utilizando el largo completo de la estación Talleres.
  - Debido a su diseño aerodinámico cuadrado, es el modelo más lento del sistema, alcanzando una máxima de 60 a 65 km/h en promedio, cuando el resto de modelos exceden los 80 km/h sin problemas.
- CRRC MM-24: Durante inicios de 2023 se anunció la compra de 4 vagones a la empresa CRRC. De esos cuatro vagones, el primero (motriz 135) fue entregado en abril de 2024, mientras que el resto (motrices 136 a 138) se entregaron el 19 de mayo de 2024.
  - Estos modelos son esencialmente un nuevo lote de vagones MM-20, y salvo diferencias estéticas o de accesorios (como las agarraderas, que poseen una forma distinta), son idénticos, por lo que un tren MM-24 y un MM-20 pueden ser usados en el mismo convoy en servicio activo.
  - Este modelo abandona la cromática tricolor azul-blanco-roja para introducir una nueva libréa cuyo color principal es el verde, coincidiendo con la cromática del servicio conjunto "Muevo León", del que Metrorrey forma parte.
- CRRC MM-25: El 14 de mayo de 2024 se anunció la compra de 18 vagones a la empresa CRRC, idénticos a su modelo antecesor, con la intención de sacar de circulación a los vehículos más antiguos del sistema.
  - Estos modelos son otro nuevo lote de vagones MM-20/MM-24, por lo que los vehículos de los tres modelos pueden acoplarse en una misma formación.
  - El 22 de abril de 2025 comenzó a circular por la línea 1 la primera formación de estos carros, conformado de las unidades 139 a 141.
- CRRC-Alstom Innovia 300: Este modelo está diseñado para las líneas 4 y 6 del sistema, las cuales al ser de tipo monoriel, no permiten el uso del material rodante actual del sistema, por lo que se tuvo que solicitar un modelo completamente distinto de trenes, los cuales parten del modelo Innovia de la empresa Alstom, fabricados por CRRC.
  - Estos trenes serán de 75 metros de largo, siendo el segundo monoriel más largo del mundo acorde al gobernador Samuel García.
  - Poseerán una capacidad de hasta 750 personas en su configuración máxima, siendo el equivalente a un convoy de 2 vagones y medio de los trenes de riel estándar, por lo que entra en el rango de capacidad necesario del sistema.
  - Al igual que el MM-24, usarán la cromática de "Muevo León", pero que fue adaptada a dichos vagones.
  - Se sabe que el primer motriz ya fue entregado a Metrorrey y que fue ensamblado en un área cerrada al público del Paseo Santa Lucía, cerca del Pabellón Metropolitano. Debido a que el taller de monorieles aún no está construido, la unidad 001 es resguardada en patio improvisado frente a un área de juegos en el Paseo Santa Lucia dentro del Parque Fundidora (el taller de la estación Talleres no posee un espacio donde pueda ser resguardado). Dicha área está totalmente abierta al público desde junio de 2024, por lo que actualmente es un área de interés para la ciudadanía, viendo lo que será la nueva generación de trenes en Metrorrey.
    - Existe una unidad maqueta en exhibición al este del Horno 3 desde mediados de 2023, pero que solo exhibe lo que sería el carro frontal del convoy, sin tren motriz ni ruedas.

| Modelo              | Imagen    | Fabricante    | Cantidad máxima de pasajeros | Cantidad de vehículos  | Numeración                                      | Línea de estreno | Líneas que utilizan el modelo | Tipo        |
| ------------------- | --------- | ------------- | ---------------------------- | ---------------------- | ----------------------------------------------- | ---------------- | ----------------------------- | ----------- |
| MM-90A (1990)       |           | Concarril     | 300 por vagón                | 25                     | M.0001 - M.0025                                 |                  |                               | Ferroviario |
| MM-90B (1990)       |           | Bombardier    | 300 por vagón                | 23                     | M.0026 - M.0048                                 |                  |                               | Ferroviario |
| MM-93 (1993)        |           | CAF           | 300 por vagón                | 22                     | M.0049 - M.0070                                 |                  |                               | Ferroviario |
| MM-05 (2007)        |           | Bombardier    | 300 por vagón                | 14                     | M.0071 - M.0084                                 |                  |                               | Ferroviario |
| MM-U3 (2021)        |           | Duewag-Talbot | 260 por vagón                | 24                     | M.0085 - M.0108                                 |                  |                               | Ferroviario |
| MM-20 (2020)        |           | CRRC          | 300 por vagón                | 26                     | M.0109 - M.0134                                 |                  |                               | Ferroviario |
| MM-24 (2024)        |           | CRRC          | 300 por vagón                | 4                      | M.0135 - M.0138                                 |                  |                               | Ferroviario |
| MM-25 (2025)        | Tren MM25 | CRRC          | 300 por vagón                | 18                     | M.0139 - M.0156                                 |                  |                               | Ferroviario |
| Innovia 300 (2024?) |           | CRRC - Alstom | 720 por convoy               | 1 + 12 en construcción | M.001 (Monorriel) M.002 - M.012 en construcción |                  | Aún no están en uso           | Monoriel    |

A diferencia del Sistema de Tren Eléctrico Urbano de Guadalajara y del Sistema de Tren Ligero de la Ciudad de México, los vagones ferroviarios del sistema Metrorrey solo tienen una cabina por sentido, siendo conjuntos unidireccionales. Para lograr la bidireccionalidad se unen 2 conjuntos (sean con cabina en ambos extremos o solo en uno) en sentido opuesto para que haya un puesto de conducción por sentido de viaje, aunque también poseen manejo en reversa. 
La capacidad de cada vehículo ferroviario está calculada en un límite absoluto de 330 pasajeros por vagón aproximadamente en todos los modelos (salvo el MM-U3), dando a lugar a trenes de hasta 990 personas por convoy de 3 vagones en uso a máxima capacidad.
Si se llega a usar la configuración de límite absoluto en convoyes de 4 carros MM-90, MM-93, MM-05, MM-20 o MM-24, el máximo pasaje teórico que pueden transportar, se estima entre las 1200 y 1400 personas, lo cual rivalizaría en capacidad con el metro de la Ciudad de México.
En los modelos MM-U3 la capacidad se estima en 260 personas, dando una capacidad aproximada de 1040 personas en una configuración límite de 4 carros. Esto es debido a que este modelo es significativamente más corto, pero no se puede usar un convoy de 5 carros, o de lo contrario rebasarían los límites de largo del andén en la estación Talleres.
La velocidad máxima (absoluta, en pendientes descendientes) que los trenes pueden alcanzar es de aproximadamente 95 km/h; sin embargo, suelen ir a una velocidad media de 35 km/h por viaje, siendo 65 km/h la máxima en promedio que suelen alcanzar en la línea 1, y de 75 km/h en las líneas 2 y 3. A inicios de 2017 se dio a conocer que, debido a un error de medidas en el cambio de sujetadores de la Línea 1 de aproximadamente 1 a 2 milímetros, se ajustaba por seguridad el límite de velocidad entre 55 a 65 km/h dependiendo la sección, y a un promedio de 30 km/h, incrementando el tiempo de traslado en la L1 en 15 a 20 minutos.

## Accesibilidad
Para ofrecer un mejor servicio a la comunidad, el transporte colectivo Metrorrey, facilita el desplazamiento de adultos mayores y personas que cuentan con alguna discapacidad en todas sus estaciones, cumpliendo así las leyes en material de accesibilidad.
Mediante un esfuerzo compartido entre el DIF, Metrorrey, patrocinios de la comunidad y el gobierno del estado, se cuenta con:
- 229 empleados de Metrorrey certificados para movilización y trato humano de personas con capacidades diferenciadas.

- 25 equipos salvaescaleras.

- 6 elevadores en seis estaciones:
  - Un elevador en la estación Eloy Cavazos (antes Palacio Federal)
  - Un elevador en la estación Cuauhtémoc.
  - Un elevador en la estación Regina.
  - Un elevador en la estación Niños Héroes.
  - Un elevador en la estación Universidad.
  - Dos elevadores en la estación San Nicolás.

- 70 vehículos acondicionados para accesibilidad total.

## Bioenergía en Metrorrey
El sistema Metrorrey es el primero en utilizar un sistema de biogás para alimentar al metro El sistema de alimentación se denomina biodigestor. Según datos recientes, se ha demostrado que Metrorrey es el único sistema de transporte colectivo que cuenta con 82% de bioenergía.

## Representaciones digitales
El sistema Metrorrey ha sido representado en videojuegos creados por la comunidad de jugadores, destacando en particular dos experiencias desarrolladas en la plataforma Roblox. Estos juegos, denominados Metrorrey Simulator, permiten a los usuarios simular la operación de las líneas del metro de Monterrey con modelos inspirados en los trenes reales y estaciones emblemáticas del sistema.
- Metrorrey Simulator: Línea 1 recrea el recorrido de la primera línea del sistema y permite al jugador asumir el rol de conductor o pasajero. El juego incluye trenes como el MM-90 y MM-93, con una ambientación que imita fielmente las estaciones elevadas de esta línea. Disponible en Roblox.
- Metrorrey Simulator: Línea 2 representa la segunda línea del sistema. Esta entrega incluye estaciones subterráneas y trenes articulados, ofreciendo una experiencia más técnica en su simulación. Disponible en Roblox.

Ambos proyectos son desarrollos no oficiales por parte de usuarios independientes de la comunidad de Roblox, y han ganado atención entre aficionados al transporte ferroviario urbano de Monterrey y entusiastas de la simulación.